# Il ribaltone (album)
Il ribaltone è un album di Loretta e Daniela Goggi, pubblicato dall'etichetta CGD nel 1978.
L'album raccoglie le canzoni eseguite dalle sorelle Goggi nel varietà televisivo omonimo del sabato sera, per la regia di Antonello Falqui. Gli arrangiamenti sono curati da Totò Savio e Gianni Ferrio su testi di Franco Califano, Giancarlo Bigazzi, Mario Castellacci e Pier Francesco Pingitore. Molte delle canzoni di questo album sono state pubblicate anche all'estero, con l'inserimento del singolo in spagnolo Estoy bailando nell'album Estoy bailando cantado en español, con copertina differente.
Diverse canzoni eseguite nello show (La tua bocca, I films del lunedì, Nanà, Buio, Ciao, Jalousy, Il gatto e la volpe), non vennero inserite nel vinile e sono a tutt'oggi inedite. L'album non è mai stato ristampato su CD ma molti dei brani sono stati pubblicati nelle raccolte della cantante. I brani interpretati nello show, furono interpretati dal vivo su base preregistrata.

## Musicisti
- Voce: Loretta Goggi, Daniela Goggi
- Arrangiamenti: Totò Savio, Gianni Ferrio
- Testi: Franco Califano, Giancarlo Bigazzi, Mario Castellacci, Pier Francesco Pingitore

## Tracce
1. Sto ballando – 3:02 (testo: Giancarlo Bigazzi – musica: Totò Savio) – Canta Daniela Goggi
2. Ce stanno altre cose – 4:03 (testo: Franco Califano – musica: Totò Savio) – Canta Loretta Goggi
3. Voglia – 2:51 (testo: Mario Castellacci-Pier Francesco Pingitore – musica: Gianni Ferrio) – Cantano Loretta Goggi e Daniela Goggi
4. M'ama non m'ama – 3:27 (testo: Franco Califano – musica: Totò Savio) – Canta Loretta Goggi
5. Tu e l'estate – 3:35 (testo: Franco Califano – musica: Totò Savio) – Canta Daniela Goggi
6. Per amarti così – 3:53 (testo: Giancarlo Bigazzi – musica: Totò Savio) – Canta Loretta Goggi
7. È meglio ridere – 4:08 (testo: Giancarlo Bigazzi – musica: Totò Savio) – Canta Loretta Goggi
8. Lo scemo del villaggio – 3:27 (testo: Mario Castellacci-Pier Francesco Pingitore – musica: Gianni Ferrio) – Canta Daniela Goggi
9. Noi bellissimi – 4:27 (testo: Mario Castellacci-Pier Francesco Pingitore – musica: Gianni Ferrio) – Canta Loretta Goggi
10. Monkey Monkey - Scimmia Scimmia – 2:57 (testo: Polizzi – musica: Totò Savio) – Canta Daniela Goggi
11. Lola – 3:37 (testo: Mario Castellacci-Pier Francesco Pingitore – musica: Gianni Ferrio) – Canta Loretta Goggi
12. Jumbo jet – 4:16 (testo: Mario Castellacci-Pier Francesco Pingitore – musica: Gianni Ferrio) – Canta Daniela Goggi